# Тувалу на Светском првенству у атлетици на отвореном 2013.
Тувалу је учествовао на Светском првенству у атлетици на отвореном 2013. одржаном у Москви од 10. до 18. августа. Репрезентацију Тувалуа представљао је један такмичар који се такмичио у трци на 100 метара.
На овом првенству Тувалу није освојио ниједну медаљу, а Окилани Тинилау је постигао лични рекорд у сезони.

## Резултати

### Мушкарци
| Атлетичар       | Дисциплина | Лични рекорд | Предтакмичење | Предтакмичење | Квалификације        | Квалификације        | Полуфинале           | Полуфинале           | Финале               | Финале  | Детаљи |
| Атлетичар       | Дисциплина | Лични рекорд | Резултат      | Место         | Резултат             | Место                | Резултат             | Место                | Резултат             | Место   | Детаљи |
| --------------- | ---------- | ------------ | ------------- | ------------- | -------------------- | -------------------- | -------------------- | -------------------- | -------------------- | ------- | ------ |
| Окилани Тинилау | 100 м      | 11,44 НР     | 11,57 ЛРС     | 7 гр 3        | Није се квалификовао | Није се квалификовао | Није се квалификовао | Није се квалификовао | Није се квалификовао | 69 / 75 |        |